# كأس أوروبا لكرة السلة 2003–04
كأس أوروبا لكرة السلة 2003–04  هو موسم من كأس أوروبا لكرة السلة. أقيم خلال الفترة 11 أكتوبر 2003 وحتى 13 أبريل 2004، وأشرف على تنظيمه اتحاد الدوريات الأوروبية لكرة السلة ‏، وكان عدد الأندية المشاركة فيه  36، وفاز فيه نادي هبوعيل القدس لكرة السلة.